# 大井直之助
大井 直之助（おおい なおのすけ、1895年（明治28年）8月3日 - 1973年（昭和48年）11月29日）は、大正から昭和前期の農業指導者、政治家。衆議院議員、秋田県由利郡矢島町（現・由利本荘市）長。

## 経歴
秋田県由利郡矢島町で生まれる。1914年（大正3年）秋田県立秋田中学校（現秋田県立秋田高等学校）を卒業した。
1921年（大正10年）矢島町会議員に選出され4期在任。1934年（昭和9年）から1943年（昭和18年）まで秋田県会議員、矢島町長に在任。その他、本荘税務署所得調査委員、矢島町産業組合長、秋田県農業会由利支部長・理事、同県森林組合連合会理事、帝国在郷軍人会由利郡連合会分会長などを務めた。
1946年（昭和21年）4月の第22回衆議院議員総選挙に秋田県全県区から日本自由党公認で出馬して当選し、衆議院議員に1期在任した。次の第23回総選挙には立候補せず引退した。その後、公職追放となった

## 人物
清廉な人柄で知られ、一切の栄典を辞退した。